# Kottelatia
Kottelatia is een geslacht van straalvinnige vissen uit de familie van eigenlijke karpers (Cyprinidae).

## Soort
- Kottelatia brittani (Axelrod, 1976)